# Церква Святого Рівноапостольного Князя Володимира Великого (Чортків)
Церква святого рівноапостольного князя Володимира Великого в Чорткові — православна парафіяльна церква (ПЦУ) в Чорткові Тернопільської области.

## Історія
28 липня 1993 року, у день святого рівноапостольного князя Володимира Великого, собор священників Чортківського благочиння освятив хрест та наріжний камінь під будівництво храму святого князя Володимира Великого. 15 грудня 2018 року храм і парафія перейшли до ПЦУ.
При соборі збудована капличка Матері Божої, де щороку на Йордан освячують воду. При соборі діють церковний хор, який очолює регент Ірина Желіховська, дитячий хор і недільна школа.

## Парохи
- о. Василь Сенчишин